# Olympische Sommerspiele 1900/Leichtathletik – Standdreisprung (Männer)
Der Standdreisprung der Männer bei den Olympischen Spielen 1900 in Paris wurde am 16. Juli 1900 im Croix Catelan entschieden. Die Regel sah vor, dass nur einmal zum Sprung angesetzt werden durfte. Beim Dreisprung durfte ein Fuß nach jedem Sprung den Boden nur einmal verlassen, wurde der ganz vom Boden abgehobene Fuß zwischendurch ein weiteres Mal aufgesetzt, galt dies als Fehlversuch.
Wie beim Standhochsprung gab es einen US-amerikanischen Dreifacherfolg und wie bei den beiden anderen Standsprungdisziplinen Hoch- sowie Weitsprung gewann Ray Ewry vor Irving Baxter, der den Hoch- und Stabhochsprung für sich entschieden hatte. Den dritten Platz belegte Robert Garrett, Doppelolympiasieger im Kugelstoßen und Diskuswurf von 1896 sowie Kugelstoßdritter hier in Paris.

## Rekorde
Die damals bestehenden Weltrekorde waren noch inoffiziell.
| Weltrekord         | 10,77 m                                                | J. Wall                                                | Irland                                                 | 1892                                                   |
| Olympischer Rekord | Disziplin bei Olympischen Spielen erstmals ausgetragen | Disziplin bei Olympischen Spielen erstmals ausgetragen | Disziplin bei Olympischen Spielen erstmals ausgetragen | Disziplin bei Olympischen Spielen erstmals ausgetragen |

Folgende Rekorde wurden bei diesen Olympischen Spielen im Dreisprung aus dem Stand gebrochen oder eingestellt:
| OR | 10,58 m | Ray Ewry | USA | 16. Juli |

## Medaillen
Wie schon bei den I. Olympischen Spielen vier Jahre zuvor gab es jeweils eine Silbermedaille für den Sieger und Bronze für den zweitplatzierten Athleten. Der Sportler auf Rang drei erhielt keine Medaille.

## Ergebnis
| Platz                | Athlet            | Land        | Weite (m)                                     |
| -------------------- | ----------------- | ----------- | --------------------------------------------- |
| 1                    | Ray Ewry          | USA         | 10,58 OR                                      |
| 2                    | Irving Baxter     | USA         | 09,95000                                      |
| 3                    | Robert Garrett    | USA         | 09,50000                                      |
| 4                    | Lewis Sheldon     | USA         | 09,45000                                      |
| Weitere Teil- nehmer | Pál Koppán        | Ungarn      | Weiten und Platzie- rungen nicht zu ermitteln |
| Weitere Teil- nehmer | Waldemar Steffen  | Deutschland | Weiten und Platzie- rungen nicht zu ermitteln |
| Weitere Teil- nehmer | Karl Gustaf Staaf | Schweden    | Weiten und Platzie- rungen nicht zu ermitteln |
| Weitere Teil- nehmer | Daniel Horton     | USA         | Weiten und Platzie- rungen nicht zu ermitteln |
| Weitere Teil- nehmer | John McLean       | USA         | Weiten und Platzie- rungen nicht zu ermitteln |
| Weitere Teil- nehmer | Frank Jarvis      | USA         | Weiten und Platzie- rungen nicht zu ermitteln |

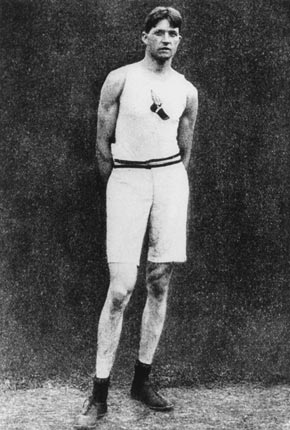
Der dreifache Standsprungolympiasieger Raymond Ewry

Sprünge aus dem Stand waren damals sehr beliebt und wurden häufig ausgetragen, ohne dass es detaillierte verbindliche Regeln gab. Beim Dreisprung durfte ein Fuß nach jedem Sprung den Boden nur einmal verlassen.
Alle drei Sprungdisziplinen aus dem Stand fanden am selben Tag statt. So wurde Ray Ewry an einem Tag dreimal Olympiasieger, ein unerreichter Rekord.
Auch für diesen Standsprungwettbewerb sind bei Ekkehard zur Megede nur die ersten Drei benannt. Sie stimmen mit den hier aufgelisteten Springern überein. In der Weite für den Zweitplatzierten gibt es eine kleine Abweichung. Anstelle von 9,95 m führt zur Megede 9,93 m an.

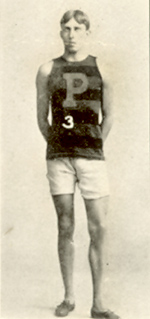
Der dreifache Standsprungzweite Irving Baxter, gleichzeitig Doppelolympiasieger im Hoch- und Stabhochsprung
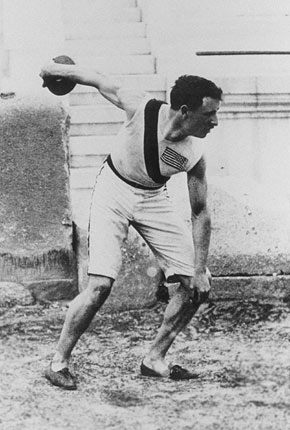
Der Doppelolympiasieger im Kugelstoßen und Diskuswurf von 1896 Robert Garrett belegte Rang drei – hier als Diskuswerfer von Athen
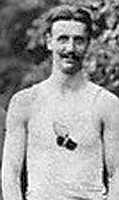
Der Dreisprung- und Standhochsprungdritte Lewis Sheldon wurde Olympiavierter
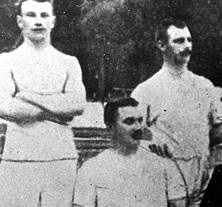
Der schwedische Sportler Karl Gustaf Staaf (obere Reihe links), Teilnehmer im Standdreisprung, Dreisprung, Stabhochsprung und Hammerwurf
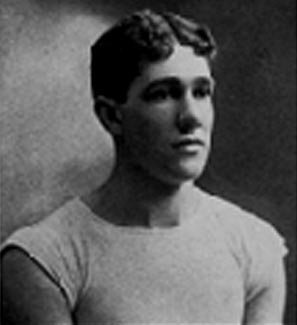
John McLean, Olympiazweiter über 110 Meter Hürden und Weitsprung-Sechster sowie Teilnehmer im Dreisprung war auch als Standdreispringer in Paris
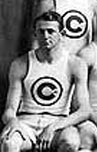
Der Olympiasieger über 100 Meter Frank Jarvis nahm auch am Standdreisprung und Dreisprung teil